# Anisodes leonaria
Anisodes leonaria är en fjärilsart som beskrevs av Walker 1861. Anisodes leonaria ingår i släktet Anisodes och familjen mätare. Inga underarter finns listade i Catalogue of Life.